# Sericania hidana
Sericania hidana är en skalbaggsart som beskrevs av Niijima och Sôichirô Kinoshita 1923. Sericania hidana ingår i släktet Sericania och familjen Melolonthidae. Inga underarter finns listade i Catalogue of Life.